# Фонолит
Фонолитите са разновидност на трахита финозърнести, образувани от магма генерирана от ниски степени на по-малко от 10% топене на силно алуминисти скали: метаморфни скали, монцонит, тоналит, с относително ниско съдържание на силициев диоксид необичайно плитки екструзивни или интризивни скали, съдържащи амфибол, аналцит, анортокла, биотит, левцит, оливин, пироксин, нефелин, санидин, содалит, хауин. Срещат се в Англия, Бразилия, Германия, Гренландия, Италия, Канада, Канарските острови, Пиренеите, САЩ, Чехия, Шотландия. Фонолитни плочи са ползвани за керемиди.